# João Pão
João Pão é uma telenovela brasileira produzida pela RecordTV e exibida de 3 de fevereiro a 10 de abril de 1964 no horário das 17h30, totalizando 50 capítulos. Foi escrita e dirigida por Roberto Freire.

## Enredo
O menino João Pão era assim chamado, pois, carregava um pão debaixo da camisa, para nunca deixar de ter o que comer.

## Elenco
- Ivan José.... João Pão
- Felipe Carone.... Frei Manoel
- João José Pompeo.... Chico
- Lélia Abramo
- Osmar Costa